# Ciro Nogueira
Ciro Nogueira Lima Filho (Teresina, 21 de novembro de 1968) é um advogado, empresário e político brasileiro, filiado ao Progressistas (PP), do qual é presidente nacional. Foi o ministro-chefe da Casa Civil no Governo Bolsonaro, entre agosto de 2021 e dezembro de 2022. Atualmente é senador, exercendo seu segundo mandato pelo Piauí.

## Biografia
Filho de Ciro Nogueira Lima e Eliane e Silva Nogueira Lima, é formado em direito pela Pontifícia Universidade Católica do Rio de Janeiro (PUC-Rio), tendo iniciado sua vida pública como herdeiro de uma família com larga tradição política no Piauí: seu avô paterno, Manuel Nogueira Lima, foi prefeito de Pedro II nomeado logo após a Revolução de 1930 e seu pai foi eleito deputado federal por duas legislaturas, além de outros familiares que ingressaram na política. Seu tio Etevaldo Nogueira foi eleito deputado federal pelo estado do Ceará em 1986 e 1990.
Foi marido da deputada federal Iracema Portela e é pai de duas filhas. É também sobrinho dos políticos piauienses Joaquim Nogueira Lima (que foi prefeito da cidade de Pedro II), Manuel  Nogueira Lima Filho e Aquiles Nogueira Lima.

## Carreira política
Filiado ao antigo Partido da Frente Liberal (PFL), sucedeu ao pai como deputado federal sendo eleito em 1994, com 26 anos, e reeleito em 1998. Em 2000, foi candidato a prefeito de Teresina. Vendo suas pretensões minarem ante a decisão do pleito, já em primeiro turno, entrementes dividindo seu tempo como candidato entre a política e o time do Ríver Atlético Clube, do qual foi presidente, perdeu a disputa rumo ao Palácio da Cidade. Reeleito deputado federal em 2002, deixou o partido a que pertencia e ingressou no Partido Progressista (PP) a convite de seu sogro, o médico e político Lucídio Portela, conquistando um novo mandato de deputado federal em 2006.
Ciro candidatou-se à Presidência da Câmara em 2009, disputando a sucessão de Arlindo Chinaglia, contra Aldo Rebelo e Michel Temer.
Já filiado ao PP, foi eleito senador em 2010, com 695 mil votos, para uma das duas vagas do pleito, tendo o empresário João Claudino Fernandes como suplente. Foi reeleito ao Senado em 2018, aumentando sua votação para 895 mil votos recebidos; a primeira suplente é a própria mãe de Ciro, Eliane e Silva Nogueira Lima, com Gil Paraibano como segundo suplente. Seu mandato atual estende-se até até 2027.
Na condição de membro da CPMI do Cachoeira, foi um dos 18 votos que rejeitou o relatório oficial para a comissão. O relatório alternativo endossado pelo senador e mais 20 membros da comissão sugeriu a continuidade das investigações por parte do Ministério Público e da Polícia Federal, mas sem nenhum indiciamento ou responsabilização penal. À época dos trabalhos na CPI mista, a divulgação de gravações íntimas de sua então assessora parlamentar Denise Leitão Rocha levou o nome do senador à evidência midiática.
O senador foi investigado no âmbito da Operação Lava Jato por organização criminosa em suspeita de um esquema de desvios na Petrobras.
Em 2016, ele foi acusado por Cláudio Mello Filho, do Conselho da Construtora Odebrecht, de ter recebido propina para as campanhas de 2010 e 2014, beneficiando a ele próprio e sua esposa, a deputada federal Iracema Portela, também do PP, e também que teria pedido propina para financiar campanhas do partido por todo o país no valor de 5 milhões de reais. O senador também recebeu propina da Construtora UTC, no valor de 2 milhões, em 2014, em troca de favorecê-la em obras púbicas. A Polícia Federal (PF) pediu seu indiciamento ao Supremo Tribuna Federal.
As denúncias foram arquivadas pelo Tribunal por não caracterizarem nenhum crime de obstrução de justiça. Em 8 de abril de 2022, a PF concluiu investigação de "repasse de propinas para Ciro Nogueira, pagas pelo empresário Joesley Batista, para garantir o apoio da legenda à reeleição" da presidente Dilma Rousseff na eleição de 2014. Segundo o relatório de 61 páginas do delegado Rodrigo Borges Correia, parte da propina "foi encaminhada ao Partido Progressista, por determinação de Ciro Nogueira Lima Filho, por intermédio de doação oficial, como consta nos recibos da prestação de campanha" e "outra parte, cerca de cinco milhões de reais foi repassado em espécie, por intermédio do Supermercado Comercial Carvalho, para Gustavo Lima, irmão de Ciro Nogueira, que se incumbiu da tarefa de pegar o dinheiro e repassar para Ciro Nogueira".

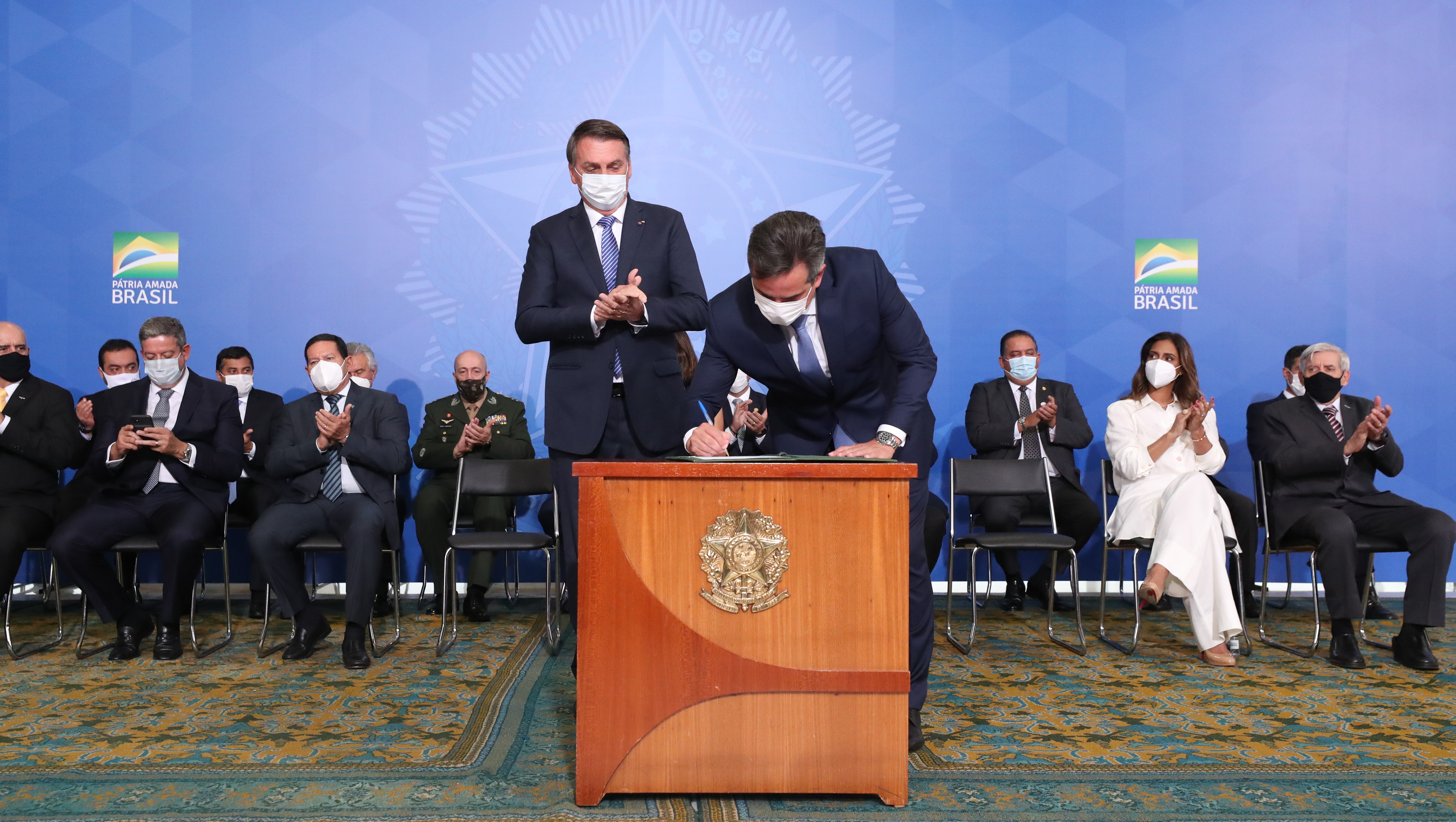
Ciro Nogueira assina o ato que de sua posse como Ministro de Estado Chefe da Casa Civil da Presidência da República.

Em dezembro de 2016, votou a favor da PEC do Teto dos Gastos Públicos. Em julho de 2017 votou a favor da reforma trabalhista.
Em outubro de 2017 votou a favor da manutenção do mandato do senador Aécio Neves derrubando decisão da Primeira Turma do Supremo Tribunal Federal no processo onde ele é acusado de corrupção e obstrução da justiça por solicitar dois milhões de reais ao empresário Joesley Batista.
Em 28 de julho de 2021, foi nomeado pelo presidente Jair Bolsonaro para o cargo de ministro-chefe da Casa Civil, tomando posse no dia 4 de agosto. Foi exonerado do cargo em 30 de dezembro de 2022.
Membro da CPI das Bets, Ciro viajou a Mônaco num jatinho particular pertencente a Fernando Oliveira Lima, um empresário piauiense do ramo das casas de apostas, investigado pela própria comissão.